# Nihon Falcom
Nihon Falcom Corporation (日本ファルコム株式会社 Nihon Farukomu Kabushiki Kaisha?) es una empresa japonesa de videojuegos. La empresa fue fundada en marzo de 1981 por Masayuki Kato. Falcom ha jugado un papel definitivo en el crecimiento y desarrollo de la industria japonesa de software de computadora personal. La compañía lanzó el primer videojuego de rol para computadora japonesa en 1983 y siguió con acción en tiempo real y juegos de aventura, así como juegos con bandas sonoras completamente desarrolladas.
Sus títulos insignia incluyen los Dragon Slayer, The Legend of Heroes y la serie Ys. La mayoría de los juegos de Falcom han sido portadas a diferentes consolas de videojuegos de todas las generaciones.

## Videojuegos publicados
El título del juego antes del 2.º paréntesis indica plataforma de la publicación, mientras que después del 1.º paréntesis indica fecha de lanzamiento en año.mes.día.
Nota: no necesariamente tiene que ser completa. Si hay algún juego no mencionado y que fue publicado, agregalo aquí.
- (1982.06) Galactic Wars (PC-8801)
- (1983.10) Super Mahjong (X1)
- (1983.10) Bird Land (PC-8001)
- (1983.10) Computer the Golf (PC-8801)
- (1983.10) Horror House (PC-8801)
- (1983.10) Cosmo Fighter II (X1)
- (1983.11) Private Stripper (PC-8801)
- (1983.12) SSGN Covert Cruise Special Attack Strategy (FM-8)
- (1983.12) Panorama Island (PC-8801)
- (1983.12) Horror House Part-II (PC-8801)
- (1984.01) Monster House (MZ-2200)
- (1984.03) Demon's Ring (PC-8801)
- (1984.06) The Threat of North (PC-6001)
- (1984.07) Escape from Twilight Zone (FM-7)
- (1984.11) Dragon Slayer (PC-8801/PC-9801, MSX)
- (1985.04) Asteka (PC-8801/PC-9801)
- (1985.10.28) Dragon Slayer II: Xanadu (PC-8801/PC-9801)
- (1986.10) Xanadu Scenario 2: The Resurrection of Dragon (PC-8801)
- (1986.10.06) Asteka II: Templo del Sol (PC-8801/PC-9801, MSX2)
- (1986.10.24) Dragon Slayer Jr.: Romancia (PC-8801, MSX)
- (1987.06.21) Ys: Ancient Ys Vanished Omen (PC-8801/PC-9801, MSX2)
- (1987.07.17) Dragon Slayer IV: Drasle Family (Famicom, MSX)
- (1987.12.20) Dragon Slayer V: Sorcerian (PC-8801/PC-9801, MSX2)
- (1988.04.22) Ys II: Ancient Ys Vanished – The Final Chapter (PC-8801/PC-9801, MSX2)
- (1989.03) Star Trader (PC-8801)
- (1989.07.21) Ys III: Wanderers from Ys (PC-8801/PC-9801, MSX2)
- (1989.12.10) Dragon Slayer VI: The Legend of Heroes (PC-8801/PC-9801, MSX2)
- (1990.12.21) DINOSAUR (PC-8801)
- (1991.03.21) Dragon Slayer VII: Lord Monarch (PC-9801)
- (1991.10.25) Brandish (Conocido como The dark revenant) (PC-9801: DOS)
- (1991.12.20) Popful Mail (PC-8801/PC-9801: DOS en PC-98)
- (1992.03.19) Dragon Slayer VI: The Legend of Heroes II (PC-8801/PC-9801)
- (1993.03.12) Brandish 2: The Planet Buster (PC-9801: DOS)
- (1993.11.19) Ys IV: Mask of the Sun (Super NES)
- (1994.02.18) Dragon Slayer VIII: The Legend of Xanadu (PC Engine)
- (1994.03.18) The Legend of Heroes III: White Witch (PC-9801)
- (1994.06.10) Popful Mail (Super Nintendo)
- (1994.11.25) Brandish 3: Spirit of Balcan (PC-9801: DOS)
- (1995) Brandish 1, 2 y 3 Renewal (PC-9801: DOS)
- (1995.04.28) Revival Xanadu (PC-9801)
- (1995.06.30) The Legend of Xanadu II: The Last of Dragon Slayer (PC Engine)
- (1995.12.08) Revival Xanadu II Remix (PC-9801)
- (1995.12.29) Ys V: Lost Kefin, Kingdom of Sand (Super NES)
- (1996.05.24) The Legend of Heroes IV: A Red Drop (PC-9801)
- (1996.10.04) Brandish VT (abreviatura de «victimas de la torre») (PC-9801: DOS/Windows)
- (1996.12.22) Lord Monarch Original (Windows)
- (1997.03) Lord Monarch 1st (Windows)
- (1997.04.25) The Legend of Heroes (Windows)
- (1997.05) Lord Monarch Pro (Windows)
- (1997.06.27) Sorcerian Forever (Windows)
- (1997.12.12) Vantage Master (Windows)
- (1998.04.24) Ys 1: Eternal (Windows)
- (1998.07.10) Vantage Master V2 (Windows)
- (1998.10.30) Monarch Monarch (Windows)
- (1998.12.11) Brandish 4: Fata Morgana Templum (Windows)
- (1999.04.23) The Legend of Heroes III: White Witch (Windows)
- (1999.12.09) The Legend of Heroes V: A Cagesong of the Ocean (Windows)
- (2000.07.06) Ys 2: Eternal (Windows)
- (2000.11.07) Sorcerian Original (Windows)
- (2000.12.07) The Legend of Heroes IV: A Tear of Vermillion (Windows)
- (2001.06.26) Ys 1 y 2 Complete (Windows)
- (2001.12.20) Zwei!! (Windows)
- (2002.06.27) VM JAPAN (Windows)
- (2002.12.19) Dinosaur Resurrection (Windows)
- (2003.09.27) Ys VI: The Ark of Napishtim (Windows)
- (2004.06.24) The Legend of Heroes VI: Sora no Kiseki (Windows)
- (2004.12.25) Gurumin (Windows)
- (2005.06.30) RINNE (Windows)
- (2005.06.30) Ys III: The Oath in Felghana (Remasterización de Ys III) (Windows)
- (2005.10.29) Xanadu Next (Windows)
- (2006.03.09) The Legend of Heroes : Sora no Kiseki Capítulo 2 (Windows)
- (2006.06.29) Gurumin (PSP)
- (2006.09.28) The Legend of Heroes : Sora no Kiseki Capítulo 1 (PSP)
- (2006.12.21) Ys Origin (Windows)
- (2007.06.28) The Legend of Heroes : Sora no Kiseki 3º (Windows)
- (2007.09.27) The Legend of Heroes : Sora no Kiseki Capítulo 2 (PSP)
- (2008.04.24) Vantage Master Portable (PSP)
- (2008.07.24) The Legend of Heroes : Sora no Kiseki 3º (PSP)
- (2008.09.25) Zwei II (Windows)
- (2008.12.11) Zwei!! (PSP)
- (2009.03.19) Brandish: Dark Revenant (PSP)
- (2009.07.16) Ys I & II Chronicles (PSP)
- (2009.09.17) Ys VII (PSP)
- (2010.04.22) Ys III: The Oath in Felghana (PSP)
- (2010.07.29) Ys vs. Sora no Kiseki: Alternative Saga (PSP)
- (2010.09.30) The Legend of Heroes: Zero no Kiseki (PSP)
- (2011.09.29) The Legend of Heroes: Ao no Kiseki (PSP)
- (2012.09.27) Ys IV: Foliage Ocean in Celceta (PlayStation Vita / Fusiona Mask of Sun con The dawn of Ys)
- (2012.10.18) The Legend of Heroes: Zero no Kiseki evolution (PlayStation Vita)
- (2013.09.26) The Legend of Heroes: Sen no Kiseki (PlayStation 3, PlayStation Vita)
- (2014.06.12) The Legend of Heroes: Ao no Kiseki evolution (PlayStation Vita)
- (2014.09.25) The legend of Heroes: Sen no Kiseki II (PlayStation 4, Microsoft Windows, PlayStation 3, PlayStation Vita)
- (2015.06.11) The Legend of Heroes : Sora no Kiseki evolution (PlayStation Vita)
- (2015.09.30) Tokyo Xanadu (PlayStation 4, Microsoft Windows)
- (2015.12.10) The Legend of Heroes : Sora no Kiseki Second Chapter evolution (PlayStation Vita)
- (2016.07.14) The Legend of Heroes : Sora no Kiseki The 3rd evolution (PlayStation Vita)
- (2016.07.21) Ys VIII: Lacrimosa of DANA (Windows, Nintendo Switch, PlayStation 4, PlayStation Vita)
- (2016.08.31) The Legend of Heroes: Akatsuki no Kiseki (Web Browser, Playstation vita, Playstation 4, Nintendo Switch)
- (2017.09.28) The legend of Heroes: Sen no Kiseki III (Nintendo Switch, PlayStation 4, Microsoft Windows)
- (2017.12.08) Tokyo Xanadu eX+ (PlayStation 4, Microsoft Windows, Nintendo Switch)
- (2018.03.08) The Legend of Heroes: Sen no Kiseki Kai (PlayStation 4)
- (2018.03.08) The Legend of Heroes: Sen no Kiseki II Kai (PlayStation 4)
- (2018.09.27) The Legend of Heroes: Sen no Kiseki IV (Nintendo Switch, PlayStation 4, PlayStation 5, Microsoft Windows)
- (2019.09.26) Ys IX: Monstrum Nox (Nintendo Switch, PlayStation 4, Microsoft Windows)
- (2020.04.23) The Legend of Heroes: Zero no Kiseki Kai (PlayStation 4)
- (2020.05.28) The Legend of Heroes: Ao no Kiseki Kai (PlayStation 4)
- (2020.08.27) The Legend of Heroes: Hajimari no Kiseki (PlayStation 4, PlayStation 5, Microsoft Windows)
- (2021.06.24) Nayuta no Kiseki: Kai (PlayStation 4)
- (2021.09.30) The Legend of Heroes: Kuro no Kiseki (PlayStation 4, Playstation 5, Microsoft Windows, Nintendo Switch)
- (2022.09.29) The Legend of Heroes: Kuro no Kiseki II - Crimson SiN (PlayStation 4, PlayStation 5, Microsoft Windows, Nintendo Switch)
- (2023.04.27) Ys Memoire: The Oath in Felghana (PlayStation 4, PlayStation 5, Nintendo Switch)
- (2023.09.28) Ys X: Nordics (PlayStation 4, Playstation 5, Microsoft Windows, Nintendo Switch)
- (2024.09.26) The Legend of Heroes: Kai no Kiseki - Farewell, O Zemuria (PlayStation 4, PlayStation 5)

## Lanzamientos en otros idiomas
Esos juegos no son necesariamente creados por Nihon Falcom, pero puede ser distribuidos por empresas externas, la mayoría en inglés.
Nota: no necesariamente tiene que ser completa. Si hay algún juego no mencionado, que no sea japonés y que fue publicado, agregalo aquí.
- Faxanadu (Famicom) Nintendo
- Tombs & Treasure (Famicom) Brøderbund Software
- Ys: The Vanished Omens (Sega Master System) Sega - Error en el título de Ys 1: Ancient Ys Vanished - Omen
- Ancient Land of Ys (DOS) Brøderbund Software - Error en el título de Ys 1: Ancient Ys Vanished - Omen
- Legacy of the Wizard (Famicom) Brøderbund Software
- Sorcerian (DOS PC) Brøderbund Software
- Ys Book I & II (TurboGrafx-CD) NEC Home Entertainment/Konami (Hudson Soft)
- Ys II Special (DOS) Mantra, Corea - Error en el título de Ys 2: Ancient Ys Vanished - The Final Chapter
- Ys III: Wanderers from Ys (Genesis) Renovation Productions/Telenet
- Ys III: Wanderers from Ys (Super NES) American Sammy
- Ys III: Wanderers from Ys (TurboGrafx-CD) Turbo Technologies
- Dragon Slayer: The Legend of Heroes (TurboGrafx-CD) Turbo Technologies
- Brandish (Super NES) Koei
- Popful Mail: Magical Fantasy Adventure (Sega CD) Working Designs
- Xanadu Next (N-Gage) Nokia
- Legend of Heroes: A Tear of Vermillion (PSP) Bandai Namco Entertainment
- Legend of Heroes II: Prophecy of the Moonlight Witch (PSP) Bandai Namco Entertainment
- Legend of Heroes III: Song of the Ocean (PSP) Bandai Namco Entertainment
- Ys VI: The Ark of Napishtim (PS2 y PSP) Konami
- Ys Book 1 (Teléfono celular) Konami (Hudson Soft)
- Gurumin: A Monstrous Adventure (PSP) Mastiff Games
- Ys Book I & II (Virtual Console) Konami (Hudson Soft)
- Legacy of Ys: Books I & II (Nintendo DS) (Conocido como Ys DS/Ys II DS - Special Box) Atlus
- Ys VII (PSP) XSEED Games
- Ys I & II Chronicles (PSP) XSEED Games
- Ys: The Oath in Felghana (PSP) XSEED Games
- Ys I & II Chronicles+ (PC) XSEED Games
- The Legend of Heroes: Trails in the Sky: FC (PlayStation Portable/Steam) XSEED Games
- Ys: Memories of Celceta (PlayStation Vita) XSEED Games
- The Legend of Heroes: Trails in the Sky SC (PlayStation Portable/Steam)XSEED Games
- The Legend of Heroes: Trails in the Sky the 3rd (Steam) XSEED Games
- The Legend of Heroes: Trails of Cold Steel (PlayStation Vita/PlayStation 3/Steam) XSEED Games
- The Legend of Heroes: Trails of Cold Steel 2 (PlayStation Vita/PlayStation 3) XSEED Games
- Ys: Memories of Celceta (PC) XSEED Games
- Ys IX: Monstrum Nox (Nintendo Switch, PlayStation 4, Microsoft Windows) NIS America
- Ys X: Nordics (Nintendo Switch, PlayStation 4, PlayStation 5, Microsoft Windows) NIS America

Nota: Juegos que fueron publicados por Hudson Soft ahora son propiedad de Konami.
Muchos juegos de Falcom han sido licenciados y desarrollados por otras empresas como NEC, Epoch, Tokio Shoseki (también conocido como Tonkin House), Sega, RIOT, Víctor, Koei y Konami para PC y videoconsolas.